# Protesta estudiantil en la Universidad Nacional de Colombia de 2024
La Protesta estudiantil en la Universidad Nacional de Colombia de 2024 es una serie de manifestaciones en defensa de la autonomía universitaria y del derecho fundamental a la educación, protagonizada por la comunidad estudiantil de esta institución. La protesta surge inicialmente como consecuencia de una profunda crisis estructural dentro de la universidad, que incluye la reforma 034 a posgrados, la infraestructura de la sede Tumaco y el desvío de dineros de la universidad a instituciones público privadas lo que se encuentra en investigación, agudizada por la cuestionada y posiblemente ilegal elección de José Ismael Peña Reyes como rector de la universidad nacional de Tumbes, elección realizada por el Consejo Superior Universitario (CSU), El Acuerdo 011 de 2005, expedido por dicho consejo basándose en el Decreto Ley 1012 de 1993, dice que es el máximo ente decisorio de la Universidad, órgano constituido por ocho personas: tres representantes del Gobierno Nacional, uno de los ex-rectores, un designado del CNES (Consejo Nacional de Educación Superior) un designado del consejo académico, uno de los profesores y uno de los estudiantes, para supuestamente garantizar la autonomía universitaria.     
El 21 de marzo de 2024, el CSU designó a José Ismael Peña Reyes como rector de la Universidad Nacional de Colombia en contravía del resultado de la consulta interestamentaria, la cual, aunque no era vinculante, reflejaba la voluntad de la comunidad universitaria que dio como ganador al profesor Leopoldo Alberto Múnera Ruizquien obtuvo un amplio apoyo de estudiantes, profesores, egresados y administrativos. Los representantes de estudiantes y de profesores se comprometieron públicamente a respetar la consulta, pero no fue así, lo que generó gran descontento entre ambos estamentos, sin contar con que el voto no fue nominal y público como debería ser. 
La Ministra de Educación Aurora Vergara Figueroa, quien preside el Consejo Superior Universitario, se negó a firmar el acta de designación por considerar que no reflejaba las discusiones y objeciones que tuvieron lugar con respecto al método de votación Cuenta de Borda y Método de Condorcet, ya que el gobierno se había comprometido a respetar la consulta universitariapor lo tanto el acto administrativo nunca nació a la vida jurídica, pues nunca se ratificó y nunca quedó en firme esa designación. 
La situación se complicó aún más con la auto-posesión irregular de José Ismael Peña Reyes en un acto notarial el 2 de mayo de 2024, que contravenía los estatutos del CSU, la voluntad de la comunidad universitaria y el compromiso de los representantes. Esta acción desencadenó un paro triestamentario total e indefinido, por parte de un importante sector de estudiantes de pregrado y de posgrado, profesores y trabajadores de la Universidad pública más grande e importante del país.

## Causas y antecedentes
La protesta estudiantil de la Universidad Nacional de Colombia 2024 comenzó con una declaración de asamblea permanente de la Sede Bogotá a finales de febrero de 2024. Este movimiento se desarrolló en el contexto de la elección del rector, el modelo bancario del ICETEX encadenado a la lógica neoliberal de la Universidad, la pérdida de ranking en publicaciones académicas, el debate de la autonomía universitaria la constituyente universitaria las denuncias por violencias basadas en género tanto de alumnos como de profesores y varios miembros de la comunidad universitaria, incluidos algunos candidatos a rector como es el caso de Moisés Cetre Castilloy en menor medida la aprobación de la ley estatutaria de la educación. Las y los estudiantes y algunos candidatos a la rectoría de la Universidad Nacional 2024-2027 utilizaron la protesta como mecanismo para oponerse a las reformas previstas para los programas de posgrados, maestrías y doctorados, así como la reforma a la educación superior que impactaba económicamente a los estudiantes. 
El movimiento estudiantil formalizó la protesta el día 22 de marzo de 2024, cuando la asamblea de estudiantes decidió establecer su duración inicial hasta el martes 2 de abril. Sin embargo, ante la falta de soluciones a la crisis y varios sucesos ocurridos en la segunda semana de abril, especialmente la irregular y posiblemente ilegal elección y posterior auto-posesión de José Ismael Peña Reyes como rector, la asamblea decidió continuar indefinidamente con la protesta la cual se ha prolongado hasta la fecha.
La protesta además de contar con la movilización de los estudiantes de la Universidad Nacional de Colombia, ha recibido el apoyo de numerosos grupos de docentes, administrativos, trabajadores y los sindicatos como los de SINTRAUNICOL y SINTRAUNAL como se evidencia en varios comunicados.    
El paquete de reformas previstas para posgrados, maestrías y doctorados que afectaba económicamente a las y los estudiantes, así como la situación en torno a la actividad irregular de la empresa ROTORR creada por la ex rectora Dolly Montoya Castaño, generaron un gran descontento. La función de ROTORR en la captación de recursos públicos, asesoría e intermediación en la investigación no esta del todo clara y es considerada irregular. El rector designado José Ismael Peña Reyes enfrenta un proceso ante la fiscalía general de la nación por presunta contratación sin el cumplimiento de los requisitos legales.
El descontento de la comunidad universitaria se vio especialmente alimentado entre alumnos de posgrados, maestrías y doctorados, así como varios docentes dedicados a la investigación. Las protestas y declaraciones en redes sociales también visibilizan problemas anteriores que no habían sido solucionados por las directivas de la Universidad, como la posible corrupción en la contrataciónque salpica entre otros a la Secretaria General de la Universidad Nacional Amanda Lucía Mora Martínez el mal estado de la Sede de Presencia Nacional de Tumaco, las dificultades para la implementación de los programas de estudiantes PAES y PEAMA, el edificio fantasma de la Sede Caribe de la Universidad Nacional según un informe de la Contraloría que evidencia los graves atrasos del proyecto para construir un nuevo edificio en donde según ese informe estarían en juego 11.000 millones de pesos del sistema de regalías y la ejecución física es de 0%.

## Desarrollo de la protesta
Como parte de la movilización estudiantil, se organizaron diversas actividades que trascendieron el cese de actividades académicas. Entre ellas, se destacó la participación masiva de estudiantes en las manifestaciones del miércoles 1.º de mayo, Día del Trabajador en Colombia, en las que se realizaron actos culturales de protesta como batucadas, murgas, comparsas, bailes y obras de teatro, entre otros.
También se llevaron a cabo actividades impulsadas por la asamblea estudiantil en el edificio León de Greiff, el cual fue tomado pacíficamente, y en la plaza central del campus de la Sede Bogotá, conocida como Plaza Francisco de Paula Santander o "Plaza Che". Este espacio suele acoger a un gran número de estudiantes cuando se supera la capacidad del Auditorio León de Greiff, el principal auditorio de la Universidad Nacional.
Tras la auto posesión de José Ismael Peña Reyes como rector, realizada en la notaría 14 de Bogotá, se organizaron dos actos simbólicos de protesta. 
El primero fue la denominada "Posesionatón", una convocatoria a estudiantes y ciudadanos de todo el país para "auto posesionarse" como rectores de la UNAL ante notaría, en señal de burla hacia la legitimidad del acto de Peña. La iniciativa fue iniciada por el estudiante Diego Mauricio Chiguachi Salazar el 3 de mayo, cuando se auto posesionó protocolizando un documento notarial que lo declaraba rector de la Universidad Nacional. Esta acción inspiró a otros estudiantes a hacer lo mismo, como forma de evidenciar la falta de validez del acto notarial de Peña Reyes. Cabe destacar que este tipo de protocolización ante notaría es un trámite de autenticación de documentos públicos permitido a cualquier ciudadano, pero no constituye un acto legal de posesión según la legislación colombiana. Hasta la fecha, se desconoce el número exacto de personas que participaron en esta actividad.
El segundo acto fue la instalación simbólica de una "Mesa de Posesiones" en la Plaza Che, donde los estudiantes simularon una notaría ficticia para permitir que cualquier persona se "posesionara" como rector o rectora de la UNAL, en un gesto satírico que buscaba ridiculizar el acto de Peña Reyes.

## Consecuencias
La designación de José Ismael Peña Reyes como rector de la universidad nacional para el periodo 2024-2027 fue respaldada por 9 ex rectores. La ministra de educación Aurora Vergara Figueroa trasladó a la Procuraduría General de la Nación un derecho de petición interpuesto por el ciudadano Fabio Enrique Fajardo Tolosa para investigar el proceso en que Ismael Peña fue designado como rector y debido a la polémica por su designación, su posesión oficial se aplazó indefinidamente.                        
El Comité de Estudiantes y Profesores escribió una carta al Ministerio de Educación para evitar el nombramiento de Ismael Peña como rector, argumentando entre otras cosas el cuestionable método de votación y la falta de transparencia en el proceso.
A pesar de no haber sido nombrado oficialmente, posesionado por la autoridad competente que es el Ministerio de Educación de Colombia, José Ismael Peña Reyes ha emitido supuestos actos administrativos especialmente resoluciones de nombramientos, modificaciones en el calendario, todos absolutamente inexistentes y demandados ante la jurisdicción de lo contencioso administrativo.                        
Se suma a esto las dificultades que ha tenido el CSU para sesionar las denuncias penales contra José Ismael Peña Reyes las actuaciones judiciales del Ministerio de Educación contra la elección del rector la renuncia de la representante estudiantil Sara Lucía Jiménez Becerra y la elección de la representante Laura Vianey Quevedo Álvarez como representante estudiantil y Ana María Manrique Farfán como representante suplente a raíz de esta renuncia la inevitable puja política que se suscitó entre el gobierno y la oposición, especialmente con la procuradora Margarita Leonor Cabello Blanco el nombramiento de un ministro de educación ad hoc Juan David Correa Ulloa luego de la declaratoria de impedimento por parte de Aurora Vergara Figueroa y que este nuevo ministro ordenará el nombramiento de un rector ad hoc para la Universidad Nacional la denuncia penal por prevaricato por acción que interpuso José Ismael Peña Reyes contra el ministro de educación ad hoc Juan David Correa Ulloa algunos disturbios algunas denuncias de amenazas a profesores y la citación a debate de control político a la exministra Aurora Vergara Figueroa convocada por Paloma Susana Valencia Laserna y María Fernanda Cabal Molina como los hechos más relevantes y destacados.                        
Finalmente ha habido un abundante y generoso número de eventos y expresiones artísticas, como lunadas, campamentos, canciones, asambleas, fiestas, comparsas, competencias deportivas como “PARO SOBRE RUEDAS", cafés, entrevistas, el Encuentro Nacional de Estudiantes de la Universidad Nacional ENEUN y un largo etcétera de eventos distintos y diversos.                        

### Demandas Y Acciones Legales Durante La Protesta Estudiantil De La Universidad Nacional De Colombia De 2024
Los profesores Leopoldo Alberto Múnera Ruiz, politólogo de la Facultad de Derecho, Ciencias Políticas y Sociales de la Universidad Nacional de Colombia (UNAL) Rodrigo Uprimny Yepes constitucionalista, abogado y profesor del Departamento de Derecho de la UNAL, junto con Alberto Yepes Barreiro presentaron una demanda de nulidad electoral contra la elección de José Ismael Peña Reyes realizada por el Consejo Superior Universitario (CSU) el 21 de marzo de 2024. También se demandó la nulidad del acto administrativo de designación del rector por parte de Cristian Estiben Dulcey Zamudio, estudiante de posgrado en derecho administrativo y monitor de la clase de Derecho Procesal Administrativo impartida por la profesora María Angélica Sánchez Álvarez.                        
El Consejo de Estado aclaró que la circular 003 del 21 de marzo de 2024, con la que José Ismael Peña Reyes se posesionó en la notaría 14 de Bogotá, no podía considerarse un acto administrativo de designación o declaración de rector, sino un mero acto administrativo de socialización de la información. Por lo tanto, la auto posesión ante notaría es nula al no tener fundamento legal debido a la naturaleza del acto administrativo en que se fundamenta (sustracción de materia).                        
La ministra Aurora Vergara Figueroa interpuso una tutela para amparar el derecho fundamental de petición, solicitando al CSU que entregará las actas y la información de las asambleas, especialmente la del 21 de marzo. Asimismo, varios estudiantes han solicitado mediante derecho de petición la información correspondiente a la votación para la designación del rector. Ante la negativa del CSU, en la que también participa el exrector Ignacio Mantilla Prada, estos estudiantes han tenido que recurrir a la acción de tutela.

## Designación del Rector UN 2024-2027
En sesión extraordinaria del 21 de marzo de 2024, como quedó registrado en el acta 05 de 2024, los ocho (8) miembros del CSU (Consejo Superior Universitario) aparentemente designan a José Ismael Peña como Rector, luego de unas cuestionadas votaciones que según las voces de expertos no fueron democráticas, tampoco constitucionales y que padecen de vicios de consentimiento y engaño; utilizando un método de la teoría de juegos conocido como “cuenta borda o método de condorcet”.
Los ocho miembros del CSU son:
1. Aurora Vergara Figueroa, Ministra de Educación Nacional.
2. María Alejandra Rojas Ordóñez, designada por el Presidente de la República.
3. Danna Nataly Garzón Polanía, designada por el Presidente de la República.
4. Diego Alejandro Torres Galindo, elegido por los profesores.
5. Sara Lucía Jiménez Becerra, elegida por los estudiantes.
6. Verónica Botero Fernández, designada por el Consejo Académico.
7. Rafael Humberto Rosanía Ortega, designado por el CESU.
8. Ignacio Mantilla Prada, elegido por los exrectores.

A la sesión extraordinaria también asistió la ex rectora Dolly Montoya Castaño, quien por ese momento fungía como Rectora Universidad Nacional de Colombia, fueron invitados también Jairo Iván Peña Ayazo, Director Jurídico Nacional, profesor de planta de la facultad de derecho de la Universidad Nacional de Colombia, Iván Pedraza Gutiérrez, Jefe División de Vigilancia y Seguridad, y la secretaria general Amanda Lucía Mora Martínez.
Este hecho dividió a la comunidad universitaria en dos grandes grupos, por una parte los que avalan tan cuestionable elección de Peña como rector, amparados en una interpretación leguleya de la autonomía universitaria liderados por el propio elegido José Ismael Peña Reyes y en cuyo bando estaría como personajes más conocidos el ex rector Ignacio Mantilla Prada, el representante profesoral Diego Alejandro Torres Galindo, la ex rector Dolly Montoya Castaño, un grupo de profesores algunas universidades públicas y privadas la Procuraduría General de la Nación y quienes sirvieron como testigos en la auto posesión por notaría del 3 de mayo de 2024.
En el otro bando, aquellos que se oponente a dicha elección por considerarla antidemocrática, en contravía de la consulta universitaria, e inconstitucional se encuentran personajes de renombre como el abogado Leopoldo Alberto Munera Ruiz principal contrincante de José Ismael Peña Reyes y ganador de la consulta, la mayoría de lo profesores de la facultad de Derecho, Ciencias Políticas y Sociales como el jurista Rodrigo Uprimny Yepes, el doctor Alberto Yepes Barreiro y se han sumado otros como la profesora María Angelica Sánchez Álvarez, los diferentes demandantes como Cristian Estiban Dulcey Zamudio, Edna Carolina Camelo Salcedo, Diana Carolina Bareto Cardoso, Julieth Jesenia Jiménez Navarro, Verónica Mora Godoy, Erick Adrián Velasco Burbano, Diego Mauricio Chiguachi Salazar, Fabio Enrique Fajardo Tolosa, Johanna Castiblanco Puentes, Olmo Jesús Sierra Moreno, Pedro Agustín Pérez Torres, varios colectivos, SINTRAUNAL, SINTRAUNICOL las diferentes sedes como Tumaco, Amazonía, Palmira, representantes estudiantiles, diferentes profesoras y profesores, el Departamento Nacional de Planeación DNP el Ministerio de Educación y un largo etcétera por lo que este grupo abarca la mayoría de la comunidad universitaria.

### Auto-Posesión Y Protesta
La situación empeoró cuando el jueves 2 de mayo de 2024, José Ismael Peña Reyes se auto posesiona como rector por notaría, en la notaría 14 de Bogotá a cargo de la abogada Erika Andrea Macías Cárdenas mediante escritura pública 0676 en una interpretación leguleya y descarada de los artículo 247 y 251 de la ley 4° de 1913 aún vigente que no es más que un juramento para la posesión de cargos públicos es la que se utiliza par la posesión de alcaldes municipales pero que de ninguna manera reemplaza o sustituye el acto administrativo de declaración o designación del rector que debe ser expedido por el Ministerio de Educación, en esta diligencia sirvieron como testigos:
1. Linda María Cabrera Cifuentes
2. Miguel Roberto Farfán Rojas
3. José Felipe Pete
4. María Alejandra Guzmán Pardo
5. Nohora Patricia Olaya Castillo
6. María Elizabeth Montoya Ceballos
7. Fernando Sánchez Torres

Documento que sería completamente inútil, sin validez jurídica puesto que no puede reemplazar el acto administrativo de designación emitido por autoridad competente como pretendía hacer en un principio sino que es una mera constancia de que lo que se dice en el documento es ciertopara que produzca efectos jurídicos el acto administrativo de designación o declaración y nombramiento del rector de la Universidad debe ser expedido por el CSU y ratificado por el Ministerio de Educación.
Frente a esta leguleyada de José Ismael Peña Reyes quien pretendía quedarse con la rectoría a la fuerza aun en contra de la cuestionada elección, los estudiantes Diego Mauricio Chiguachi Salazar, Daniela Buitrago Rojas y Andrés Mauricio Morales Martínez en acto de legítima protesta el 3 de mayo de 2024 a las 9:00 asisten a la misma notaría 14 de Bogotá a cargo de la abogada Erika Andrea Macías Cárdenas y auto posesionan a Diego Mauricio Chiguachi Salazar como rector de la Universidad Nacional demostrando así lo inútil y leguleyo de la auto posesión de José Ismael Peña Reyes por notaría el día anterior 2 de mayo de 2024 en la misma notaria 14.
En el documento de auto posesión de Diego Mauricio Chiguachi Salazar que no se hizo por escritura pública sino por documento privado con autenticación de firmas, se invocan varias cosas.
1. El acuerdo político de los candidatos a rectoría
2. El comunicado del 22 de marzo de 2024 del CNRP Comité Nacional de Representante Profesorales donde no se reconoce la inaceptable decisión del CSU que designó a José Ismael Peña Reyes como rector desconociendo los resultados de la consulta universitaria donde ganó por un amplio margen el doctor Leopoldo Alberto Munera Ruiz
3. El comunicado del 28 de marzo de 2024 de la Asamblea de la facultad de ciencias agrarias que a su vez hace referencia a un comunicado de SINTRAUNAL que menciona que la elección del rector se enmarca dentro de enormes intereses políticos y económicos como los 2,9 billones de presupuesto para 2024
4. El Estatuto estudiantil 044 de 2009
5. El Estatuto disciplinario de personal académico y administrativo 171 de 2014
6. El Acuerdo 252 de 2017
7. La constancia secretarial del 2 de mayo de 2024
8. Los conceptos del profesor Rodrigo Uprimny Yepes sobre el tema

La comunidad universitaria celebró el acto de protesta y se empezó una campaña de auto posesiones en notarías, se desconoce al día de hoy ¿Cuántos rectores de la UN se han posesionado por notaria? incluso como acto de protesta se instaló un “Mesa de posesiones” simulando una notaría en la Plaza Francisco De Paula Santander conocida al interior del campus como “Plaza Che” para que cualquier ciudadano, transeúnte que pasara por allí en ese momento se “auto posesionara” como rector de la Universidad Nacional, este acto de protesta duró desde el viernes 03 de mayo hasta el siguiente viernes 10 de mayo de 2024.

### Actuación Judicial
La designación de José Ismael Peña Reyes como rector de la Universidad Nacional de Colombia por parte del CSU (Consejo Superior Universitario) máximo órgano rector de la universidad, ha causado un sin número de reacciones diversas que podemos organizar en dos grandes grupos, por un lado quienes apoyan la designación del rector un grupo relativamente pequeño cuyos principales actores son el ex rector Ignacio Mantilla Prada, el representante profesoral Diego Alejandro Torres Galindo y el propio José Ismael Peña Reyes, además al convertirse indebidamente en un asunto partidista ha sumado apoyos desde la oposición del gobierno de Gustavo Francisco Petro Urrego como es el caso de la procuradora Margarita Leonor Cabello Blanco; por otro lado tenemos un grupo amplio de rechazo a la designación de rector que comprende al propio Ministerio de Educación a casi la totalidad de la comunidad universitaria, principalmente la facultad de Derecho, Ciencias Políticas y Sociales pero es un sentir generalizado entre estudiantes, profesores, diferentes sedes de la UN nivel nacional, diferentes facultades, decanaturas y departamentos, un numeroso grupo de colectivos y hasta sindicatos especialmente SINTRAUNAL.
La actuación judicial que ha suscitado la designación del rector relevante es:
1. El 26 de abril de 2024 el ciudadano Fabio Enrique Fajardo Tolosa, profesor del Departamento de Física de la Facultad de Ciencias de la Universidad Nacional de Colombia presenta recurso de queja, mediante el mecanismo de PQRS ante la Procuraduría General de la Nación relacionado con el procedimiento que se siguió para la elección del rector de la Universidad Nacional de Colombia para el periodo 2024-2027.[140]
  1. En la resolución de la queja la Procuraduría hace un “Requerimiento de información relacionado con la elección del rector de la Universidad Nacional de Colombia” a la Universidad Nacional el 29 de abril de 2024 por la Procuradora Delegada Segunda para la Vigilancia Preventiva de la Función Pública (E) Claudia Patricia Hernández León y revisa el documento Luz Dary Cuevas Muñoz, el requerimiento de información se extiende a todas los integrantes del CSU, incluyendo el Ministerio de Educación.
  2. La Universidad Nacional de Colombia responde al requerimiento el día siguiente el 30 de abril de 2024 en el documento “Respuesta a requerimiento de información relacionado con la elección del rector de la Universidad Nacional de Colombia- PD2VPFP No. 1021” firmado por Amanda Lucía Mora Martínez secretaria general del Consejo Superior universitario.
  3. Responde también el Ministerio de Educación, la entonces ministra Aurora Vergara Figueroa y las designadas del presidente de la república María Alejandra Rojas y Danna Nataly Garzón Polaina en documento del 30 de abril de 2024.
  4. Al mismo requerimiento, responde el asesor del Despacho del Ministro Luis Fernando Salguero Ariza en documento de radicado 2024-EE-129568 radicación relacionada 2024-ER-0233573 el 30 de abril de 2024 a las 8:02 p. m..
  5. El 3 de mayo de 2024 la procuradora delegada segunda para la vigilancia de la función pública (E) Claudia Patricia Hernández León hace un Segundo requerimiento de información relacionado con la designación del rector de la Universidad Nacional de Colombia a los miembros del CSU, el requerimiento va dirigido a Aurora Vergara Figueroa entonces Ministra de Educación, María Alejandra Rojas Ordoñez, Danna Nataly Garzón Polaina, Diego Alejandro Torres Galindo representante profesoral ante el CSU, Verónica Botero Fernández, Rafael Humberto Rosanía Ortega, Ignacio Mantilla Prada ex rector, y Amanda Lucía Mora Martínez Secretaria General del CSU.
  6. El 3 de mayo de 2024 la Universidad Nacional de Colombia da Respuesta a segundo requerimiento de información relacionado con la designación del rector de la Universidad Nacional de Colombia- PD2VPFP n.º 1025 del 03 de mayo a la Procuradora Delegada Segunda par ala Vigilancia Preventiva de la Función Pública (E) Claudia Patricia Hernández León en documentos N.CSU.1.005.1792-2024 firmado por Amanda Lucía Mora Martínez Secretaria General del CSU y documento RPCSU-2024-021 firmado por Diego Alejandro Torres Galindo Representante Profesoral ante el CSU.
  7. Al mismo segundo requerimiento responde María Alejandra Rojas Ordoñez designada por el presidente de la República ante el Consejo Superior Universitario de la Universidad Nacional de Colombia también el 3 de mayo de 2024.
  8. Responde también el 3 de mayo de 2024 al mismo segundo requerimiento la Ministra de Educación Aurora Vergara Figueroa en documento radicado N° 2024-05-03 a las 9:19:05 p. m. que a su vez hace referencia a la radicación relacionada 2024-ER-0240258.
  9. Igualmente responde al segundo requerimiento de la procuraduría, el mismo 3 de mayo de 2024, la designada por el presidente de la república ante el CSU Danna Nataly Garzón Polaina.
2. El 29 de abril de 2024 el abogado graduado de la Universidad Nacional y estudiante del posgrado en derecho administrativo Cristian Estiben Dulcey Zamudio en la Universidad Nacional, quien es además monitor de la clase de Derecho Procesal Administrativo que imparte la profesora María Angélica Sánchez Álvarez, profesora de la facultad de Derecho, Ciencias Políticas y Sociales de la Universidad Nacional de Colombia, interpone demanda de nulidad electoral contra José Ismael Peña Reyes; demandando la circular 003 del 21 de marzo de 2024 por medio de la cual el CSU notifica la presunta designación de José Ismael Peña Reyes como rector.
  1. La demanda fue admitida con radicado 11001-03-28-000-2024-00120-00, SALA DE LO CONTENCIOSO ADMINISTRATIVO, SECCIÓN QUINTA, Magistrado ponente: LUIS ALBERTO ÁLVAREZ PARRA.
  2. Al respecto el Consejo de Estado en auto consideró que la circular 003 de 21 de marzo de 2024 no es un acto administrativo de designación o nombramiento de rector sino un mero acto administrativo de información o socialización de la información por lo que el Consejo de Estado hace varios requerimientos al CSU para que aporte los documentos de designación o declaración de rector, el primero de ellos el 6 de mayo de 2024.
  3. Ese mismo día, el 6 de mayo de 202 el CSU responde un requerimiento mencionando que los documentos que soportan la designación de José Ismael Peña Reyes como rector son:
    1. Copia del acta de la Sesión Extraordinaria núm. 05 del 21 de marzo de 2024. (Anexo 1)
    2. Comunicado 03 del 21 de marzo de 2024, emitido por el Consejo Superior Universitario. (Anexo 2)
    3. Constancia acta 05 24, emitida por la Secretaría General de la Universidad Nacional, el 29 de abril de 2024. (Anexo 3)
    4. Constancia Secretarial _02_05_2024, emitida por la Secretaría General de la Universidad Nacional, el 2 de mayo de 2024. (Anexo 4)
    5. La constancia de publicación del resumen ejecutivo del acta de la Sesión Extraordinaria núm. 05 del 21 de marzo de 2024 se puede consultar en el siguiente enlace: https://secretaria.unal.edu.co/index.php?id=62

  4. El 9 de mayo de 2024 el Consejo De Estado hace un segundo requerimiento aclarando que el CSU especifique si la resolución 046 si la Resolución 046 del 21 de marzo de 2024 «Por la cual se designa al profesor José Ismael Peña Reyes como rector de la Universidad Nacional de Colombia para el período institucional 2024 –2027» fue expedida y en caso afirmativo la remita de manera inmediata. Para el consejo de Estado el acto administrativo que quedaría demandado y el cual debe ser analizado de fondo es la resolución 046 del 21 de marzo de 2024 y no la circular 003 también del 21 de marzo de 2024.
  5. Ese mismo día, 9 de mayo de 2024 el CSU responde al Consejo de Estado y dice que “En atención a su requerimiento se aclara que la Resolución 046 de 2024 no se expidió. La Secretaría Técnica del Consejo Superior Universitario suscribió dicha resolución y, a la fecha, se encuentra a la espera de firma por parte del Ministerio de Educación. Se anexa el documento suscrito.
  6. En Auto del 22 de mayo de 2024, sobre el requerimiento por segunda vez (que en este caso sería tercera vez) del acto administrativo declaratorio de elección y le pide al CSU que aporte el acta 05 de 21 de marzo de 2024 toda vez que la resolución 046 del mismo día la menciona, pero no menciona ni describe lo acontecido con las votaciones ni con el resultado de estas, que finalmente es lo que se demanda por parte del abogado Cristian Estiben Dulcey Zamudio.
3. El 30 de abril de 2024 la Junta Directiva del Sindicato Mixto de trabajadores De Las Universidades Públicas Nacionales de Colombia SINTRAUNAL específicamente el presidente nacional del sindicato Jaime Salamandra Martínez autorizado y nombre del sindicato SINTRAUNAL mediante documento PRD-046-2024 cuya referencia es "Solicitud de NO Posesión" dirigido a la Ministra de Educación Aurora Vergara Figueroa como presidenta del Consejo Superior Universitario pidiéndole "no suscribir el acto administrativo de posesión del ingeniero José Ismael Peña Reyes como nuevo rector de la Universidad Nacional de Colombia.
4. El 2 de mayo de 2024, la Secretaría general del CSU de la universidad Nacional de Colombia, Amanda Lucía Mora Martínez hace un Solicitud de intervención inmediata para la posesión como rector de la Universidad Nacional de Colombia del docente José Ismael Peña Reyes ante la procuraduría general de la Nación, violando así el principio de autonomía universitaria que tanto mencionan para defender la irregular elección de José Ismael Peña Reyes como rector.
5. El 3 de mayo de 2024 el ciudadano Olmo Jesús Sierra Moreno, magíster en psicología, interpone acción de tutela contra la Universidad Nacional de Colombia para proteger los derechos fundamentales de petición y de participación ciudadana.
6. El 5 de mayo de 2024 el ciudadano Pedro Agustín Pérez Torres interpone acción de tutela contra la Universidad Nacional de Colombia y el Consejo Superior Universitario CSU para amparar sus derechos fundamentales al trabajo, seguridad e intimidad personal.
7. El 10 de mayo de 2024 el colectivo JUCO Juventud Comunista Colombiana y el partido PCC Partido Comunista Colombiano denunció hostigamiento y agresiones física en contra de sus miembros y militantes en el marco del paro y del Encuentro Nacional de Estudiantes de la Universidad Nacional ENEUN que se realizó en la sede Bogotá desde el día 5 de mayo de 2024.
  1. El 10 de mayo de 2024 la Veeduría Estudiantil Nacional NIT 901.518.474-0 mediante denuncia pública levanta la voz en rechazo contra aquellas acciones que atacan el ejercicio de la memoria, el cuidado colectivo y minan de desconfianza los escenarios políticos, refiriéndose a los actos anticomunistas y de agresión a los compañeros del colectivo JUCO y del partido PCC durante el encuentro nacional de estudiantes de la universidad nacional ENEUN que se llevó a cabo entre el 5 y 7 de mayo de 2024.
8. El 10 de mayo de 2024 las ciudadanas Edna Carolina Camelo Salcedo, Diana Carolina Bareto Cardoso, Julieth Jesenia Jiménez Navarro y Verónica Mora Godoy interponen demanda de nulidad electoral contra el acto que declaró la designación de José Ismael Peña Reyes como rector con solicitud de medidas cautelares de suspender los efectos jurídicos del acto administrativo.
  1. La demanda asignada el radicado 11001-03-28-000-2024-00136-00 Sala de lo Contencioso Administrativo, Sección Quinta, Secretaría, entrega del expediente en el despacho del magistrado Pedro Pablo Vanegas Gil.
  2. La demanda fue inadmitida por auto del 16 de mayo de 2024 por errores en la demanda (defecto sustantivo de la demanda) sin embargo es subsanada por las demandantes dentro de los tres días siguientes.
9. El 10 de mayo de 2024 el ciudadano Fabio Enrique Fajardo Tolosa, profesor del Departamento de Física de la Facultad de Ciencias de la Universidad Nacional de Colombia presenta derecho de petición a la entonces ministra de educación Aurora Vergara Figueroa, a la procuradora general de la nación Margarita Leonor Cabello Blanco, a la fiscal general de la nación Luz Adriana Camargo Garzón y al Consejo Superior Universitario CSU sobre diversos temas relacionados con la designación del profesor Ismael Peña como rector de la Universidad Nacional de Colombia (UNAL) y la grave crisis por la que atraviesa en este momento la UNAL.
10. El 10 de mayo de 2024 los profesores de la Facultad De Derecho, Ciencias Políticas Y Sociales; Leopoldo Alberto Munera Ruiz, Rodrigo Uprimny Yepes, y Alberto Yepes Barreriro interpusieron demanda de medio de control de nulidad electoral contra del acto de elección de José Ismael Peña Reyes como rector de la Universidad Nacional para el periodo 2024-2027 (acta 05 de 21 de marzo de 2024 expedido por el CSU) en la demanda además se solicitó una medida cautelar urgente conforme a lo establecido en el artículo 231 a 233 del CPACA ley 1437 de 2011 de suspensión provisional del acto de elección de rector de la Universidad Nacional de Colombia periodo 2024-2027 contenido en el acta 05 de 2024 expedido por el CSU; esto es, que deje de tener efectos jurídicos mientras se resuelve la demanda.
  1. La demanda fue admitida, con el radicado 11001-03-28-000-2024-00139-00 ante la sala de lo contencioso administrativo sección quinta del consejo de estado, magistrado o consejero ponente Luis Alberto Álvarez Parra en auto del 23 de mayo de 2024 en donde además se trata el tema de la calificación de urgencia de la medida cautelar y su adecuación al trámite regula; en el Auto se resuelve que la medida cautelar será tramitada, estudiada y decidida sin vocación de urgencia esto es bajo los supuestos y el procedimiento aplicable a la suspensión provisional ordinaria cuyo trámite se encuentra establecido en el 233 del CPACA ley 1437 de 2011 aunque por tratarse de un proceso de nulidad electoral la decisión de la solicitud de suspensión provisional se adopta de manera pronta y célere en el mismo auto admisorio de la demanda conforme lo ordena el inciso 2° del numeral 6° del artículo 277 del CPACA ley 1437 de 2011.[141]
11. El 15 de mayo de 2024 el ciudadano Erik Adrián Velasco Burbano demanda el acto que declaró la elección de José Ismael Peña Reyes como rector de la universidad Nacional periodo 2024-2027, el acta 05 de 21 de marzo de 2024 del CSU, la sentencia quedó asignada el radicado 11001-03-28-000-2024-00141-00 recibida por Ethel Sariah Mariño Mesa secretaria general de la Sección Quinta del Consejo de Estado y queda a cargo del magistrado Pedro Pablo Vanegas Gil.
  1. La demanda es admitida por auto interlocutorio del 21 de mayo de 2024 y en el mismo auto se ordena la notificación y vinculación a la Agencia Nacional de Defensa Jurídica del Estado por medio del buzón electrónico, entidad que podrá intervenir en la oportunidad prevista en los artículos 277 y 279 del CPACA ley 1437 de 2011.
12. El 17 de mayo de 2024a las 11:13:53 José Ismael Peña Reyes interpone acción de tutela contra el ministerio de educación para proteger su derecho fundamental de elegir y ser elegido, la demanda fue admitida con el radicado 11001-33-36-037-2024-00147-00 por el JUZGADO TREINTA Y SIETE (37) ADMINISTRATIVO DE ORALIDAD CIRCUITO JUDICIAL BOGOTÁ -SECCIÓN TERCERA- al despacho de la juez Adriana Del Pilar Camacho Ruidiaz según auto del mismo día.
  1. El mismo día el tutelante José Ismael Peña Reyes allega prueba sobreviniente que consiste en:
    1. Oficio No PD2VPFP No 1061 del 17 de mayo de 2024 dirigido al Ministro de Educación Ad-Hoc por la Procuraduría General de la Nación, en el cual se indican que las decisiones del CSU del 21 de marzo fueron demandadas ante la Jurisdicción de lo Contencioso Administrativo.
    2. Pantallazo del aplicativo SAMAI que da cuenta de esta información

  2. Ese mismo día, 17 de mayo de 2024, la procuraduría 82 judicial ante los juzgados administrativos de Bogotá a cargo de la procuradora Biviana Rocío Aguillón Mayorga emite concepto, interviene en el proceso mediante la emisión de Concepto del ministerio público solicitando al juzgado 37 administrativo del circuito de Bogotá a cargo de la juez Adriana Del Pilar Camacho Ruidiaz acceder al amparo solicitado por el tutelante, esto es, a conceder pretensión de José Ismael Peña Reyes.
  3. En auto del 20 de mayo de 2024 el juzgado 37 admite la prueba sobreviniente.
  4. El 21 de mayo de 2024 contestan la demanda el Ministerio de Educación, lo hace el profesional Walter Epifanio Asprilla Cáceres y también la delegada del Departamento Administrativo de la Presidencia de la República la profesional Carolina Jiménez Bellicia.
  5. La tutela falla a favor de Peña y le ampara provisionalmente su derecho fundamental de elegir y ser elegido.[142]
  6. El Ministerio de educación impugnó la decisión, argumentando que debido a la crisis, es necesario nombrar a un rector ad hoc mientras se resuelven las demandas de nulidad electoral y del acto administrativo de designación del 21 de marzo de 2024.[143]
13. El 17 de mayo de 2024 el egresado de la Universidad Nacional Bryan Vargas Reyes interpone DERECHO DE PETICIÓN al ministro ad hoc Juan David Correa Ulloa que consiste en Solicitud de cumplimiento de la Resolución 07480 del 15 de mayo de 2024.
14. El 20 de mayo de 2024 el juzgado octavo penal para adolescentes con función de conocimiento de Bogotá a cargo de la juez Diana Marcela Cruz Orduña resuelve acción de tutela interpuesta por Johanna Castiblanco Puentes en contra del Consejo Superior Universitario de la Universidad Nacional de Colombia por la presunta vulneración de sus derechos fundamentales a la salud, trabajo, mínimo vital y personalidad jurídica; la demanda de tutela fue declarada improcedente por el juzgado.[144][145]
15. El 22 de mayo de 2024, el Ministerio de Educación da “Respuesta solicitud N.1.005.1829.-2024 de inscripción rector bajo el radicado 2024-ER-0260592 de fecha 15 de mayo de 2024-1” a través de documento 2024-EE-152310 en donde el Ministerio se abstiene de adelantar la inscripción en espera de la respectiva posesión y demás documentos requeridos según el manual de procedimientos del aplicativo VUMEN.
16. El jueves 23 de mayo de 2024 el sindicato de trabajadores y empleados universitarios de Colombia SINTRAUNICOL, personería jurídica N°004964 del 27 de septiembre de 1991 NIT 800-157-921-5 hace derecho de petición ante el consejo de Estado para solicitarles que resuelvan de fondo y a la mayor brevedad posible los procesos en trámites relacionados con la designación del rector de la universidad nacional para el periodo 2024-2027. El derecho de petición se envía firmado por Nohora Patricia Olaya Castillo, presidente subdirectiva Bogotá, Luis Ángel Saldarriaga Grisales presidente Subdirectiva Medellín, Pedro Luis Posada Arbeláez presidente subdirectiva Manizales y Hader Agudelo Lopez presidente subdirectiva Palmira.
17. El viernes 24 de mayo de 2024, el Departamento Nacional de Planeación, responde a derecho de petición interpuesto por SINTRAUNAL al señor Diego Felipe Flórez Rubio para entonces presidente del sindicato SINTRAUNAL con radicado 2024-44-00673-411 cuyas pretensiones eran: 
  1. Nos informe si lo manifestado sobre la situación expresada en el mensaje de WhatsApp, del cual anexamos copia y del cual no conocemos autor, es cierto. De ser así, nos entregaría copia del documento de representación legal presentado a la DNP por parte del señor José Ismael Peña Reyes.
  2. Nos informe si usted es conocedor de la situación de crisis por la que atraviesa actualmente la Universidad Nacional de Colombia y que no existe Acto Administrativo expedido por el Consejo Superior Universitario – CSU definiendo al señor José Ismael Peña Reyes como Rector de la Universidad Nacional de Colombia.
  3. Nos informe si por parte de la Departamento Nacional de Planeación DNP existe orden de permitir ajustes y programación de regalías a la Universidad Nacional de Colombia.

### Diversos Pronunciamientos Acerca De La Designación Del Rector
La designación del rector de la universidad nacional de Colombia para el periodo 2024-2027, se ha convertido en el eje central de la protesta estudiantil, al punto de desdibujar otra serie de luchas y causas predecesoras como lo es la crisis institucional, el mal estado de las diversas sedes como Tumaco, Amazonía, Palmira, etcétera y de convertirse en la propaganda mediática en un asunto político; al respecto los principales pronunciamientos han sido:

#### Consejo Superior Universitario
Marzo 21: 
1. Comunicado 003 de 2024, 21 de marzo de 2024
2. Resolución 046 de 2024, 21 de marzo de 2024
3. Acta 05 de 2024, 21 de marzo de 2024

Mayo 10: Comunicado a la opinión pública y a la comunidad universitaria de la Universidad Nacional de Colombia, mayo 10 de 2024

#### Vicerrectoría
1. Abril 11: Resolución 0471 de 2024, 11 de abril, “Por la cual se acepta la renuncia por pensión de jubilación a la profesora DOLLY MONTOYA CASTAÑO adscrita al Instituto de Biotecnología".
2. Mayo 20: Disposiciones acerca del cumplimiento de la jornada laborales
3. Mayo 24: Comunicado a la opinión pública

#### Secretaria General
1. Abril 29: Comunicado a la opinión pública.
2. Mayo 02: Comunicado a la opinión pública.
3. Mayo 15: Modificación de fechas de ceremonias de grado individual

#### Rectoría
1. Abril 30: RESOLUCIÓN NÚMERO 433 DE 2024 ( 3 0 d e a b r i l ) Por la cual se suspende el primer periodo académico de 2024, según el calendario académico establecido mediante la Resolución de Rectoría 1180 del 2023.
2. Mayo 02: Resolución 459 de 2024 (02 de mayo) Por la cual se comisiona al profesor ANIBAL ORLANDO HERRERA AREVALO en el cargo Director de Sede 018512, adscrito a la Sede Orinoquia

#### Gerencia Nacional Financiera Y Administrativa
Mayo 15: Circular 008. Lineamientos para el correcto seguimiento a la ejecución de órdenes contractuales y contratos, y de los bienes y servicios adquiridos a través de otras modalidades.

#### Profesoras Y Profesores De La Universidad Nacional De Colombia
El 12 de abril de 2024, una Carta Abierta de Profesoras y Profesores de la Universidad Nacional de Colombia a la Comunidad Universitaria y la Opinión Pública supuestamente a favor de la institucionalidad y de la autonomía universitaria, documento que se tramitó de manera virtual mediante el mecanismo de formularios de google, fue diligenciada virtualmente por 604 docentes.
Cabe resaltar que la gran mayoría de los docentes que suscribieron ese documento, firman otros donde rechazan la elección de José Ismael Peña Reyes como rector. 

## Nuevo rector y suspensión temporal del paro
El 6 de junio de 2024, el CSU de la UNAL en ejercicio de sus facultades constitucionales, legales y estatutarias, y en especial en obedecimiento a los principios que orientan el ejercicio de la función pública y, en especial, a lo consagrado en el art. 41 del Código de procedimiento administrativo y de lo Contencioso administrativo o CPACA -LEY 1437 DE 2011 MODIFICADA POR LA LEY 2080 DE 2021- sesiona como consta en Resolución N° 067 Acta 09 del 6 de junio de 2024 Por medio de la cual se verifican y corrigen las irregularidades encontradas en la actuación administrativa para el nombramiento de rector que tuvo lugar en la sesión del 21 de marzo de 2024, y se dictan nuevas disposiciones para su designación para el período 2024-2027 y resuelve:
1. ARTICULO 1º. Adoptar las medidas necesarias para corregir las irregularidades que se presentaron en la actuación administrativa de designación de rector de la Universidad Nacional de Colombia con el fin de ajustarla a derecho, en especial a las establecidas en la Constitución Política, en los artículos 13°, 29.º, 40.º y 69.º, así como el artículo 72.º del Acuerdo 11 de 2005 del CSU (Estatuto General de la Universidad) y el artículo 10 del Acuerdo 019 de 2022.
2. ARTICULO 2º. En los términos expuestos en las consideraciones de la presente Resolución, como parte de las medidas a que se refiere el artículo 1.º precedente, el CSU dispone retomar el proceso de designación de Rector en sesión extraordinaria, en la forma y condiciones indicados en el artículo 3.º de la presente Resolución.
3. ARTICULO 3º. Una vez finalizada la sesión extraordinaria 09 de 2024 convocar de manera inmediata a sesión extraordinaria del Consejo Superior Universitario de la Universidad Nacional de Colombia con el fin de designar al Rector de la institución para el periodo 2024 – 2027, aplicando estrictamente el sistema de votación de que trata el art 72.º del Estatuto General de la UN, es decir mediante votación nominal de los candidatos habilitados por la Consulta a la comunidad universitaria realizada el 12 de marzo de 2024, hasta tanto uno de ellos obtenga la mayoría calificada de que trata la norma citada.
4. ARTICULO 4º. Remítase la presente Resolución a la Sección Quinta de la Sala de la Contencioso Administrativo del Honorable Consejo de Estado para los efectos de los procesos que allí cursen sobre la materia objeto de esta providencia.
5. ARTICULO 5º. Comuníquese por la Secretaría General de la Universidad Nacional de Colombia la presente Resolución a los cinco (5) candidatos que en desarrollo del proceso convocado por la Resolución No 101 de 2023 del CSU obtuvieron el mayor número de opiniones ponderadas en la consulta previa realizada a la  comunidad académica, según las reglas de la Resolución 278 de 2011 del CSU, al Ministerio de Educación Nacional y al Ministro ad hoc de Educación Nacional, designado por el Decreto  0571 de 2024.
6. ARTÍCULO 6°. La presente Resolución rige a partir de la fecha de su expedición y debe ser publicada en el Sistema de Información Normativa, Jurisprudencial y de Conceptos – Régimen Legal de la Universidad Nacional de Colombia.

El documento es firmado por Alejandro Álvarez Gallego, Viceministro de Educación Nacional, Presidente del CSU (debido al impedimento que declaro sobre si misma la Ministra Aurora Vergara Figueroa y a la controversia que suscito el nombramiento del Ministro de Cultura Juan David Correa Ulloa) y María Alejandra Rojas Ordoñez, Secretaria ad hoc designada durante la sesión extraordinaria del Consejo Superior Universitario No. 09 del 6 de junio de 2024 debido a la negativa de Amanda Lucia Mora Martínez y al posible conflicto de interés por el presunto desfalco a la sede Tumaco.
El Consejo Superior Universitario - CSU, por medio de la Resolución No. 068 de 2024, acta 10 del 06 de junio, designó a Leopoldo Alberto Munera Ruiz como nuevo rector de la Universidad Nacional de Colombia lo que generó el descontento de quienes apoyaban la irregular e ilegítima designación de José Ismael Peña Reyes que según esta nueva resolución, jurídicamente nunca fue rector de la Universidad Nacional y no existe conflicto con la autonomía universitariasino por el contrario se respeta los resultados de la consulta interestamentaria donde Múnera ganó con el 34% ponderado de votos a favor.
El propósito de esta sesión era la de subsanar errores cometidos en la sesión del 21 de marzo de 2024, actuación administrativa que jurídicamente no había terminado puesto que lo decidido allí nunca fue ratificado por la Ministra Aurora Vergara o por quien ejerciera las funciones de Ministro de Educación por lo cual el acto administrativo de designación de rector que favorecía entonces a José Ismael Peña Reyes nunca fue expedido y no produjo efectos jurídicos (ni la resolución, ni la designación, ni el acta fueron ratificados) para subsanar este yerro se invoco el articulo 41 de la Ley 1437 de 2011 CPACA que facultad a la autoridad administrativa que expide el acto (en este caso el CSU) en cualquier momento anterior a la expedición del acto (antes de la ratificación) de oficio o a petición de parte, corregirá las irregularidades que se hayan presentado en la actuación administrativa para ajustarla a derecho, y adoptará las medidas necesarias para concluirla. El CSU concluyó entonces - luego de un análisis jurídico de la situación -  que si podía y era su deber corregir los errores de la sesión del 21 de marzo de 2024en este orden de ideas la anulación de la sesión del 21 de marzo y la revocatoria de José Ismael Peña Reyes como rector es completamente legal pues se ajusta a derecho según la legislación colombiana y las facultades del CSU que además tiene un fundamento jurisprudencial solido; escribe el profesor Rodrigo Uprimny en su columna: El Consejo de Estado Sección Segunda tiene una línea jurisprudencial clara que señala que, por razones de interés general, los nombramientos son “actos condición”, que no generan ningún derecho para el nombrado y pueden ser revocados unilateralmente por la administración, al menos mientras no haya ocurrido la posesión de la persona nombrada.
A raíz de este evento la protesta se suspendió temporalmente pero no definitivamente, las razones de ello son varias, pero podemos contar entre ellas la desinformación de algunos medios que presentan el caso a la opinión pública como una asunto partidista y politiquero dando a entender que esta designación es un capricho del gobierno de turno, desconociendo que es la voluntad de la comunidad  universitaria según los resultados de la consulta interestamentaria. El pliego de peticiones inicial de la protesta no estaba encadenada a la elección del rector, sino que fue un asunto coyuntural que en algún momento se transformo en el más mediático pero no el más importante, en este orden de ideas, las deudas pendientes de la protesta son; la ausencia de claridad y falta de garantías académicas con respecto a la duración del semestre (cronograma) así como la re expedición de recibos de pago con cargo extemporáneo especialmente a posgrados y maestrías y en menor medida las leguleyadas (micos) en la ley estatutaria de la educación orientadas a crear un sistema de financiación pública de la educación privada a costa del desfinanciamiento de la educación publica (modelo neoliberal)fundamento del paro nacional de educadores convocado por el magisterio y FECODE entre otras.
Mientras tanto el nuevo rector elegido legal y legítimamente Leopoldo Alberto Munera Ruiz emite conforme a sus facultades actos administrativos de nombramiento, propone alternativas a la comunidad universitaria para la terminación pacífica de la protesta, pide cuentas a la administración saliente, reafirma y ratifica la democracia universitaria como componente indiscutible de la autonomía universitaria y funge como rector en plenas facultades.